# Marija Popowa
Marija Gieorgijewna Popowa (ros. Мари́я Гео́ргиевна Попо́ва, ur. 21 grudnia 1928 w obwodzie amurskim) – operatorka dźwigu portu handlowego w Nachodce, Bohater Pracy Socjalistycznej (1960).

## Życiorys
W 1943 skończyła szkołę, 1943-1945 uczyła się w szkole rzemieślniczej we Władywostoku, później pracowała jako ślusarz w mieście Suczana (obecnie Partizansk), od 1946 pracowała w Nachodce jako robotnica, kelnerka i sprzątaczka w zarządzie morskiego portu handlowego. Od lipca 1948 operatorka dźwigu portu handlowego, działała na wszystkich systemach dźwigów elektrycznych w porcie. Od 1959 w KPZR, jako operatorka dźwigu pracowała aż do 1987. W latach 1966–1971 zastępca członka, a 1971-1986 członek KC KPZR. Od 1997 honorowa obywatelka miasta Nachodka.

## Odznaczenia
- Medal Sierp i Młot Bohatera Pracy Socjalistycznej (7 marca 1960)
- Order Lenina
- Order Czerwonego Sztandaru Pracy (dwukrotnie)
- Order „Znak Honoru”

I medale.